# Lorenz Frølich

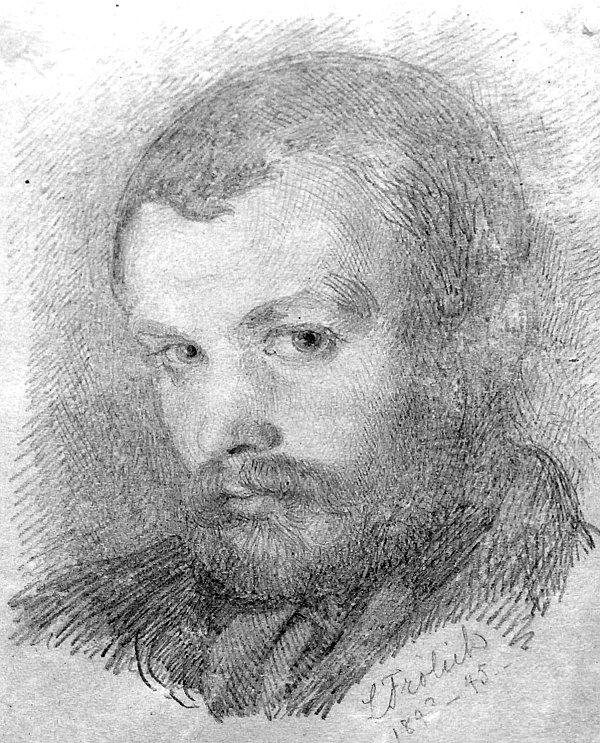
Lorenz Frølich - autoportret

Lorenz Frølich (ur. 25 października 1820 w Kopenhadze, zm. 25 października 1908) – duński rysownik i malarz.
Frølich tworzył w Danii, Niemczech, Włoszech i Francji. Był autorem ilustracji do wielu współczesnych mu prac, głównie o tematyce mitologicznej i historycznej. Był ilustratorem pierwszych wydań baśni Hansa Christiana Andersena, ilustrował też wiersze poety Adama Oehlenschlägera.
Tworzył także gobeliny.